# Conus eversoni
Espèce
Statut de conservation UICN

 LC  : Préoccupation mineure
Conus eversoni est une espèce de mollusques gastéropodes marins de la famille des Conidae.
Comme toutes les espèces du genre Conus, ces escargots sont prédateurs et venimeux. Ils sont capables de « piquer » les humains et doivent donc être manipulés avec précaution, voire pas du tout.

## Distribution
'Locus typicus: "Côte sud de l'île Utila, îles Bay, Honduras."

Cette espèce est présente dans la mer des Caraïbes au large du Honduras.

### Niveau de risque d’extinction de l’espèce
Selon l'analyse de l'UICN réalisée en 2011 pour la définition du niveau de risque d'extinction, cette espèce s'étend du sud du Belize au sud du Nicaragua, y compris les îles Corn. Il n'y a pas de menaces majeures connues. Cette espèce est classée dans la catégorie préoccupation mineure.

## Taxonomie

### Publication originale
L'espèce Conus eversoni a été décrite pour la première fois en 1987 par le malacologiste américain Edward James Petuch (d) dans la publication intitulée « Charlottesville, Virginia: The Coastal Education and Research Foundation »,.

### Synonymes
- Attenuiconus eversoni (Petuch, 1987) · non accepté
- Conus (Attenuiconus) eversoni Petuch, 1987 · appellation alternative
- Conus eversoni f. worki Petuch, 1998 · non accepté
- Conus worki Petuch, 1998 · non accepté
- Dauciconus eversoni (Petuch, 1987) · non accepté
- Dauciconus worki (Petuch, 1998) · non accepté

### Formes
- Conus eversoni f. worki Petuch, 1998, accepté en tant que Conus eversoni Petuch, 1987

## Identifiants taxonomiques
Chaque taxon catalogué par les bases de données biologiques et taxonomiques possède un identifiant qui permet d'établir un point de référence. Les identifiants de Conus eversoni dans les principales bases sont les suivants :
CoL : XXD3 - GBIF : 6510989 - iNaturalist : 431961 - IRMNG : 11836800 - NCBI : 932198 - TAXREF : 141190 - UICN : 192836 - WoRMS : 426491